# ピーター・シュワルツ
ピーター・シュワルツ（Peter Schwartz, 1946年 - ）は、世界で最も有名な米国のフューチャリスト、イノベーター（流行#イノベーター理論を参照）、ビジネス戦略家、著述家。ロング・ナウ協会の理事。セールス・フォース.comの上級副社長（戦略計画担当）。本部をワシントンDCに置くアメリカ合衆国の安全保障問題を専門に扱うシンクタンク新アメリカ安全保障センターの理事。研究およぶシナリオは、エネルギー、環境、テクノロジー、テレレコミュニケーション、メディア、エンターテイメント、航空工学、国家安全保障など広範な分野をカバーする。。

## 経歴

### 生い立ち・学歴
1946年、ドイツ・シュトゥットガルトの強制収容所から難民キャンプに移送されたハンガリー系ユダヤ人のベンジャミン・シュワルツ（父）とクララ（母）の子として生まれる。ノルウェーに移住し、ピーターが５歳になるまで同地で暮らす。この時点で、一家で米国に移住し、ニュージャージー州コムデンに新居を構える。ピーターは、同地で学校教育を受ける。国家功労奨学金（National Merit scholarship）を得て、北米最古の名門工科大学・レンセラー工科大学の全額奨学生として学ぶ。1968年、同大学航空力学科を卒業（学士）。
2008年、レンセラー工科大学から名誉博士号を授与される。

### 職歴
1968年、フューチャリストのウィルス・ハーマンや社会学者アーノルド・ミッチェルが所属したSRIインターナショナルで職を得る。独自のシナリオ・プランニング手法を開発し、戦略環境センターの所長に就任。
1982年ハーマン・カーンの手法の企業への応用を行い「ピエール・ワック直感的論理派」の父と呼ばれるピエール・ワックの後任として、石油会社ロイヤル・ダッチ・シェルの戦略プランニング・チームのリーダーに就任。
そこで、アリー・デ・グース、キース・ヴァン・デル・ハイデンらとシナリオ・プランニングを通じて、ソ連の崩壊の可能性を早い段階で気づき、シェルのリスク回避に貢献した。
1987ー1988年ロンドン証券研究所の未来プロジェクトのリーダーを務める。

### GBN
グローバル・ビジネス・ネットワーク（GBN）

#### 設立から崩壊まで
1987年スチュアート・ブランド、ジェームズ・オグルビー、ネイピア・コリンズとともに、NGOや政府機関向けコンサルティング会社グローバル・ビジネス・ネットワーク（GBN）社を設立。GBNの社長、会長を歴任。
グローバル・ビジネス・ネットワーク（GBN）は、2001年にモニター・グループに買収されたが、GBNは有名な組織として活動を続けた。しかし、2013年、モニター・グループがデロイト トウシュ トーマツに買収されたことに伴い、GBNは閉鎖された。ちなみに、シュワルツは、2011年にGBNを去っている。

#### 活動内容
設立早々、世界的な大企業がGBNのAT&T、ベル・サウス、国際株式取引所などがGBNを在来型のコンサル会社として利用した。GBNは企業に閉鎖系のコンサル会社ではなく、開放系の情報収集・提供組織ろいうビジネスモデルを求めていた。会員企業が自らが他の会員企業と、各々の洞察や知識をやり取りする場を提供する組織になろうと欲していた。
世界経済のシナリオなどのシナリオ作成が主要な活動としたが、需要問題に関する会議を、世界各地で開催。会員はネットで結ばれ、様々なテーマについてネット会議で話し合った。会員にはプライベート調査レポート、シナリオ集、GBNブッククラブなどが送付される。また、コンサルティング、シナリオ作成、好みに合わせた学習機会などにアクセスできる。GBNのネットワークには、ビジネス組織に関する様々な分野の戦略家、識者と同様に、文化人類学、化学、生物学、音楽など様々な分野の専門家が含まれている。それによって、会員をドライビングフォースや不確実性を見出すのに役立て、未来についての代替的シナリオにまとめ上げることが可能になる。。

## シナリオ・プランニング
シュワルツの開発したシナリオ・プランニングは、ランド研究所が開発したデルファイ法のように一つの予測に収斂させるのではなく、複数（最低3つ）の起こりうる未来複数のシナリオを作成することを、その特徴とする。

### 情報の集め方
シュワルツは、未来を形成する力を発見するの役立つ情報が集まるようにGBNをデザインした。これもシュワルツの手法の特徴の一つである。これは、「未来を見つけたければ、従来の情報源に頼っていてはいけない」というピエール・ワックの考えを踏襲したものだ。
社会の変化を生み出す大きな力となる科学技術、社会認識をかえるような出来事(Perception Shaping Events)、民衆の感情を捉えた音楽、やがて主流になる可能性を秘めた非主流派（Fringes）などの変化の鼓動を肌で感じている「識者（Remarkable Peoples）」をネットワークしていった。

### シナリオ作成のプロセス

#### 焦点となる問題
(1) 焦点となる問題または決定を下すべき問題を明確にする

#### キーファクター
(2) ローカルな環境におけるキーファクターを明らかにする

#### ドライビングフォース
(3) マクロ環境におけるドライビングフォースをあきらかにする

#### 重要な不確実性
(4) キーファクターとドライビングフォースを重要性と不確実性で分類する

#### シナリオロジック
(5) シナリオ・ロジックを選ぶ

#### 複数のシナリオ
(6) 複数のシナリオに肉付けする

#### 意味
(7) シナリオの意味を考える

#### 先行指標
(8) 先行指標と道標を選ぶ
以上のプロセスでシナリオを作成する。
なお、出来上がった複数のシナリオの中から起こる確率の高いものを一つを選んで、「公式なシナリオ」にしてはならない。

作成された複数のシナリオは、「戦略的対話（重要な決定や優先事項についての継続的な組織学習をもたらすような対話）」をうみだすための構成要素として利用される。

### ドライビングフォース
ドライビングフォースとは、決定の成否に影響を与える重要な要因を左右するマクロ環境の「推進力」のことを指している。まず、社会、経済、政治、自然環境、技術力のチェックリストを作成する。ついで、人口動態のような既定の要素、不確実性の高い要素（たとえば世論）、予測不可能な要素などを加味して、ドライビングフォース（推進力を）を見出す。

### シナリオの事例
『21世紀の組織のシナリオ：4つのもっともらしい展望』（GBN、1996b）
(1) 「コミュニティと家族」、(2)「企業バーチャル国家」、(3)「部族」、(4)「自作自演：タフな世界のネットワーク」。

## 著述活動
シュワルツは、未来に関して、様々の領域・分野・業界について論じ、様々な報告書や雑誌の記事を書いている。
著書の中でも、『シナリオ・プランニングの技法』（"The Art of the Long View"）は特に有名で、プロ・フューチャリスト協会（Association of Professional Futurists）から未来に関する卓越した書籍に選ば、また数多くのビジネススクールでテキストに採用されている。
『避けがたい驚き』（"Inevitable Surprises" Gotham, 2003:未邦訳）の中で、今日の世界で働いている様々な力が、どのように世界に影響し続けるかを明らかにする。彼はまたグローバル経済の未来に関する『ロングブーム』（ニュートンプレス、2000）を論じた。
『中国の未来』（"China's Futures"：未邦訳）では、中国には異なる複数の異なり未来のビジョンがありうると述べた。
なお、『パラダイム・シフト』（TBSブリタニカ、1987）は、SRIインターナショナル在籍当時書いた複数のレポートを、ドナルド・クラークが編集したものを訳出したもので、様々な学問分野や社会・文化の中で姿を現しつつあるパラダイムや、社会の中の「価値観とライフスタイルの類型（VALS）」を元に社会集団における変化を分析して、将来どのように米国社会かの変化する様子を検討し、4つの未来シナリオを示した。

### 著書
- Peter Schwartz,"Learnings from the Long View", 2011, Createspace, ISBN 978-1466305045
- Peter Schwartz,"The Art of the Long View", 1991, Doubleday, ISBN 978-0385267311。

邦訳：ピーター・シュワルツ著、峠本一雄・池田啓宏訳、『シナリオ・プランニングの技法』（東洋経済新報社） (2000年) ISBN 978-4492530887
- Peter Schwartz, Peter Leyden, Joel Hyatt, "The Long Boom: A Vision For The Coming Age Of Prosperity", 1999, Perseus Books, ISBN 978-0738200743。邦訳：ピーター・シュワルツ、ジョエル・ハイアット、ピーター・ライデン著、『ロング・ブーム―来るべき繁栄の時代のビジョン』（ニュートンプレス、2000）
- Peter Schwartz,"Inevitable Surprises", Avery, 2004, ISBN 978-1592400690
- Peter Schwartz,"When Good Companies Do Bad Things: Responsibility and Risk in an Age of Globalization", 1999, Wiley, ISBN 978-0471323327
- Paul Hawken, James A. Ogilvy, Peter Schwartz,"Seven Tomorrows", 1982, Bantam Dell Pub Group (Trd), ISBN 978-0553014754
- James Ogilvy, Peter Schwartz,"China's Futures", 2001, Jossey-Bass, ISBN 978-0787952006
- アーノルドミッチェル、ジェームズ・オギルビー、ピーター・シュワォーツ著、吉福伸逸・監訳、靏田栄作・大野純一・小堀寛訳『パラダイム・シフト—価値観とライフスタイルの変動期を捉えるVALS類型論』、TBSブリタニカ、1987年、ISBN 4-484-87136-X

### 報告書
- Peter Schwartz and Doug Randall, "An Abrupt Climate Change Scenario and Its Implications for United States National Security", 2003,  the Pentagon
- Peter Schwarz and others, "The Logoc of Change−1995 GBN Scenario Book",1995,Global Business Network
- Peter Schwartz and Jay Ogilvy,"Plotting Your Scenarios", 2004, Global Business Network
- "Scenarios for the Future of Technology and International Development", 2010, The Rockefeller Foundation and Global Business Network
- Peter Schwartz and Doug Randall, "An Abrupt Climate Change Scenario and Its Implications for United States National Security", 2003, he Pentagon
- Peter Schwartz, "Learning from the Long Wiew",GBN 2011

### 映画
コンサルタントとして、マイノリティ・リポート(2002、スティーヴン・スピルバーグ監督)、ディープ・インパクト(1998、ミミ・レダー監督)、スニーカーズ(1992、	フィル・アルデン・ロビンソン監督)、ウォー・ゲーム(1983、ジョン・バダム監督)といった映画作品作りに参画した。